# Ядерна програма Франції
Франція є членом ядерного клубу — однією з 5 країн, яким за умовами ДНЯЗ «дозволено» мати ядерну зброю. Крім нього вона не володіє іншими видами зброї масового ураження і є учасником Конвенції про заборону хімічної зброї з 1995 року і Конвенції про біологічну і токсинну зброю з 1984 року. Франція є єдиним членом Європейського Союзу, який володіє незалежною (не під егідою НАТО) ядерною зброєю. Франція стала четвертою країною, що випробувала незалежно розроблену ядерну бомбу, зробивши це у 1960 році за правління Шарля де Голля. Вважається, що Франція має близько 300 стратегічних боєзарядів, розміщених на чотирьох атомних підводних човнах, а також 60 тактичними (ASMP) авіаційного базування, що робить її четвертою у світі за кількістю боєголовок, а не за потужністю в мегатонах. Ця зброя є частиною «Сил стримування» (Force de dissuasion) країни, розроблених наприкінці 1950-х та 1960-х років, щоб дати Франції можливість дистанціюватися від НАТО і мати засоби ядерного стримування під суверенним контролем.

## Історія
Після закінчення Другої світової війни французький уряд не має планів щодо створення власної ядерної зброї і повністю покладався на гарантії США. У 1952 році був прийнятий план розвитку атомної енергетики.
Ситуація змінилася в 1954 році після поразки Франції у війні за незалежність Французького Індокитаю. Військовим керівництвом країни було підготовлено план розробки ядерної зброї. Цьому також посприяла поява атомної бомби у Великій Британії.
Уряд Четвертої республіки прагнув укласти військово-стратегічний союз з ФРН та Італією, однак прихід до влади Шарля де Голля в травні 1958 року порушив ці плани. Франція зробила ставку на незалежність власних ядерних сил, крім того, вона побоювалася втягування у можливий конфлікт на боці НАТО. У зв'язку з цим керівництвом країни була прийнята ядерна доктрина «стримування». Роботи зі створення атомної бомби активізувалися.
13 лютого 1960 року Франція провела своє перше ядерне випробування на полігоні в Алжирі. Надалі у зв'язку з набуттям цією колонією незалежності, Франції довелося переносити полігон. Для цієї мети в 1963 році були обрані атола Муруроа та Фангатауфа у Французькій Полінезії, де аж до 28 грудня 1995 року проводилися такі випробування як Канопус (який є найпотужнішим в історії Франції), Єдиноріг і інші.

## Ядерні випробування
З 1960 по 1996 рік Францією було проведено 210 ядерних випробувань. 17 із них були проведені в алжирській Сахарі в період між 1960 і 1966 роками, під час Алжирської війни. 193 були здійснені у Французькій Полінезії.

## Актуальна ядерна доктрина і стратегія

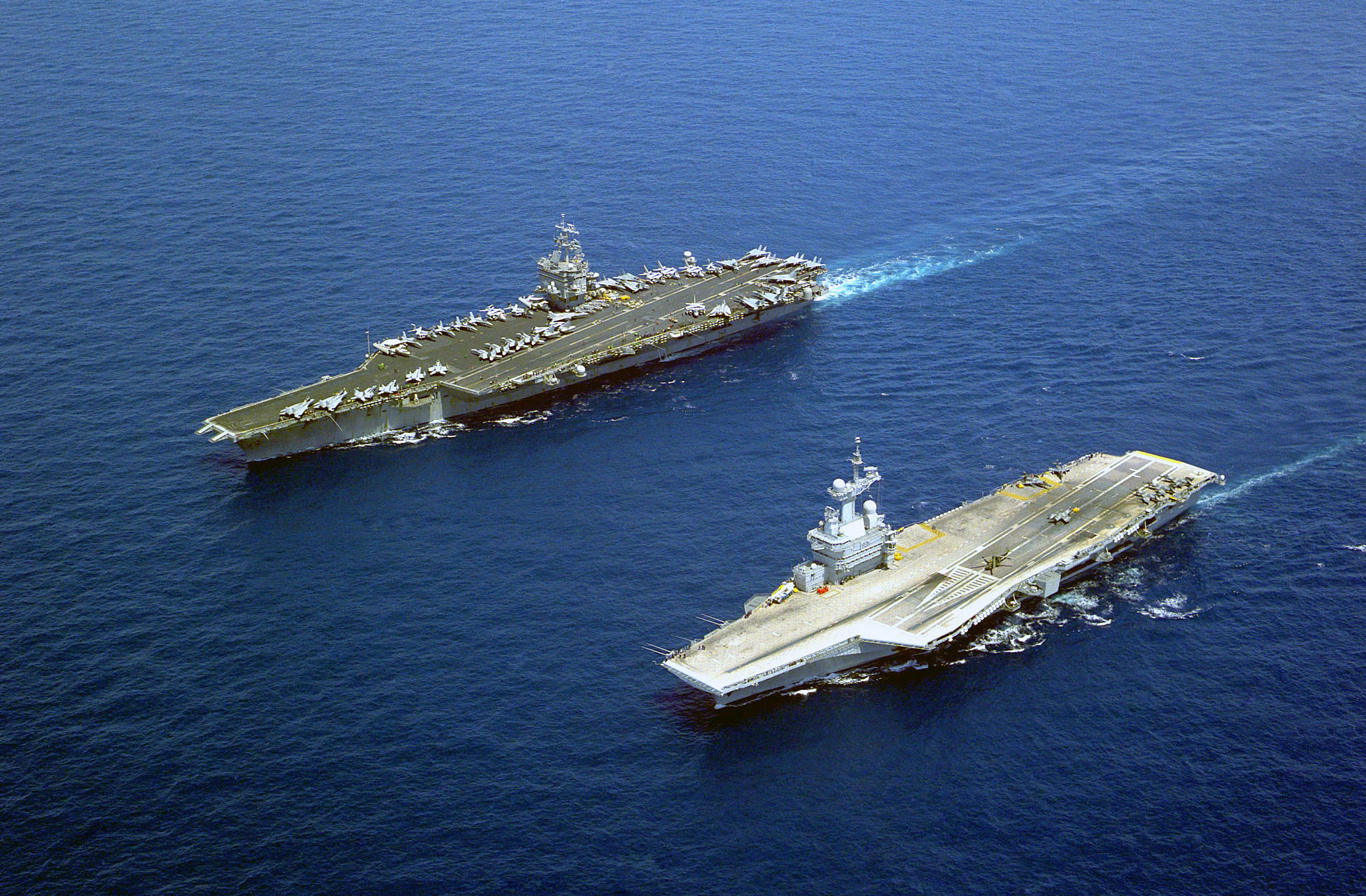
Французький атомний авіаносець Charles de Gaulle та американський атомний авіаносець USS Enterprise (зліва), кожен з яких може нести винищувачі, здатні запускати ядерну зброю.

Французьке законодавство вимагає, щоб щонайменше один з чотирьох ядерних підводних човнів завжди перебував на патрулюванні в Атлантичному океані, подібно до політики Великої Британії.
У 2006 році президент Франції Жак Ширак зазначив, що Франція буде готова використати ядерну зброю проти держави, яка атакує Францію шляхом тероризму. Він зазначив, що французькі ядерні сили були налаштовані для такої можливості.
21 березня 2008 року президент Ніколя Саркозі оголосив, що Франція скоротить свій арсенал ядерної зброї, яка може бути доставлена літальними апаратами (який наразі складається з 60 боєголовок TN 81), на третину (20 боєголовок), зменшивши загальний ядерний арсенал Франції до менш ніж 300 боєголовок.
Франція не є підписантом Договіру ООН про заборону ядерної зброї.

## Ядерні компоненти Франції

### Сухопутний компонент
Франція більше не має ядерних ракет наземного базування. База БРСД base aérienne 200 Apt-Saint-Christol на плато Альбіон (Воклюз) була деактивована в 1996 році, а ракети утилізовані. Усі підрозділи французької армії, оснащені ракетами малої дальності, такими як Pluton і Hadès, були розформовані, їхні ракети утилізовані, а ядерні матеріали перероблені. Таким чином Франція більше не є членом «клубу ядерної тріади».

### Морський компонент

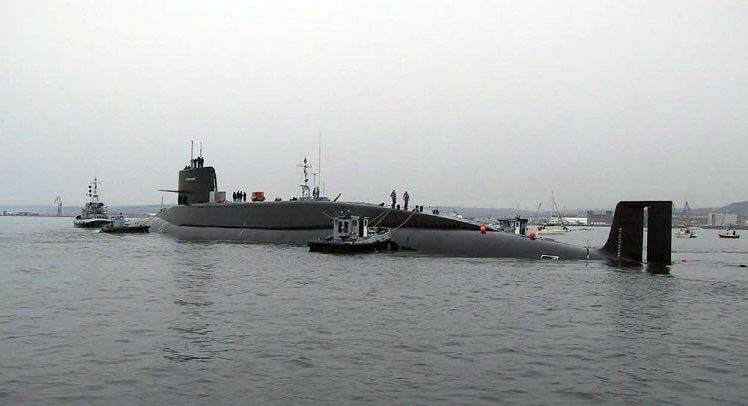
Le Redoutable (S 611), перша ПЧАРБ Франції.

Військово-морський флот Франції включає ядерну стратегічну гілку, Force Océanique Stratégique, у якій одночасно було до 6 атомних підводних човнів з балістичними ракетами. До 2022 року для Військово-морського флоту Франції було побудовано десять підводних човнів типу ПЧАРБ:
- 6 підводних човнів типу «Редутабль», озброєних 16 БРПЧ М4, які надійшли на службу в період між 1971 і 1985 роками. Останній з них, L'Inflexible (S 615), був виведений з експлуатації в 2008 році.
- 4 підводних човни типу «Тріумфан»: Le Triomphant (S 616), Le Téméraire (S 617), Le Vigilant (S 618), Le Terrible (S 619). Введені в експлуатацію між 1997 і 2010 роками, кожен озброєний 16 БРПЧ M51[12].

### Повітряний компонент

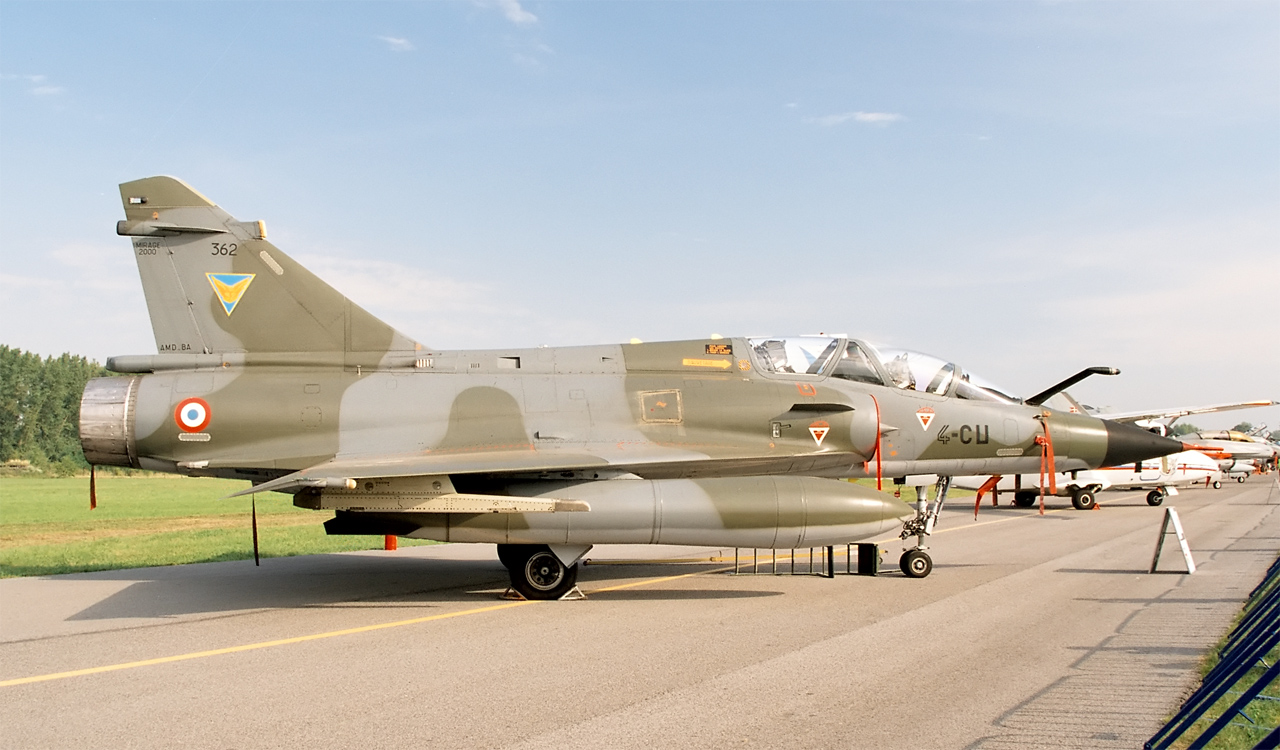
Mirage 2000N

Повітряно-космічні сили Франції мають у своєму розпорядженні 54 ракети ASMP-A середньої дальності класу «повітря — поверхня» з ядерною боєголовкою TNA (авіаційна ядерна боєголовка). Ці ракети розміщені на Dassault Rafale B, який повністю замінив Dassault Mirage 2000N у 2018 році.
Авіація Військово-морських сил Франції також може використовувати ракету ASMP-A з Dassault Rafale M  (палубна версія для авіаносців CATOBAR). Ці літаки розташовані на військово-морській авіабазі Ландівізьйо та на авіаносці Charles de Gaulle (R91) під час перебування на морі, що дозволяє гнучко використовувати їх. Rafale M також сертифікований для експлуатації з авіаносців ВМС США.
Розташування ядерних ракет є секретним (хоча багато складів відомі громадськості, кількість боєголовок у них є засекреченою і часто змінюється). Дальність польоту ударних літаків зараз збільшується за рахунок дозаправників KC-135, а в майбутньому буде підтримуватися новим повітряним флотом для дозаправлення у повітрі Airbus A330 MRTT.

### Жандармерія з охорони ядерних боєприпасів
Жандармерія з охорони ядерних боєприпасів (GSAN; фр. «Gendarmerie de la sécurité des armements nucléaires») була створена у 1964 році та є однією з п'яти спеціалізованих гілок французької жандармерії. Вона перебуває під наглядом Міністерства збройних сил і відіграє важливу роль у ланцюзі безпеки ядерних пристроїв.
Головна місія цього підрозділу — забезпечити контроль уряду над усіма ядерними силами та озброєнням.
Зокрема, жандарми цього підрозділу відповідають за захист і підтримку готовності різних видів ракет, які використовуються військово-морськими силами та військово-повітряними силами Франції.
Для виконання цього завдання GSAN складається як з власних підрозділів, так і з підрозділів інших гілок жандармерії, тимчасово підпорядкованих йому, таких як ескадрони жандармерії швидкого реагування, для охорони конвоїв з компонентами ядерної зброї.

### Командний пункт Юпітер
Le poste de commandement Jupiter (скорочено PC Jupiter) — командний пункт «Юпітер» розташований у бункері Єлисейського палацу. Він оснащений засобами зв’язку та захисту, щоб дозволити президенту Франції та його радникам керувати кризовими ситуаціями та підтримувати постійний зв'язок з іншими державними установами, військовими командними пунктами та іноземними урядами. Бункер був побудований для президента Альбера Лебрена в 1940 році під час «Дивної війни», а президент Валері Жискар д’Естен встановив командний пункт у 1978 році.